# NGC 1871
NGC 1871 (również ESO 56-SC85) – gromada otwarta powiązana z mgławicą emisyjną i obszarem H II DEM L-106. Znajduje się w gwiazdozbiorze Złotej Ryby i należy do Wielkiego Obłoku Magellana. Odkrył ją John Herschel 2 listopada 1834 roku, choć być może już 5 września 1826 roku zaobserwował ją James Dunlop.